# Wendy Divine
Wendy Divine (Plant City, 12 novembre 1971) è un'ex attrice pornografica statunitense.
Ha iniziato ad apparire in film pornografici nel 1998 e si è ritirata nel 2017.

## Riconoscimenti
- 2003 AVN Award nominee – Best Supporting Actress, Video – Jolean and the Pussycats[2]
- 2005 AVN Award nominee – Best Supporting Actress, Film – The Masseuse[3]